# Left of the Middle
Left of the Middle – pierwszy studyjny album australijskiej piosenkarki Natalii Imbruglii.
Wydany w 1997 roku, album był światowym hitem. Poprzedzony sukcesem głównego singla z płyty – "Torn", album osiągnął pierwsze miejsca w notowaniach muzycznych zarówno w Wielkiej Brytanii jak i Stanach Zjednoczonych. Album był nominowany do nagrody Grammy w kategorii "Najlepszy album popowy", przegrywając z płytą Madonny Ray of Light.

## Lista utworów
| #   | Tytuł                            | Autor muzyki                               | Długość |
| --- | -------------------------------- | ------------------------------------------ | ------- |
| 1.  | "Torn"                           | Scott Cutler, Anne Preven, Phil Thornalley | 4:04    |
| 2.  | "One More Addiction"             | Natalie Imbrglia, Dave Munday, Thornalley  | 3:30    |
| 3.  | "Big Mistake"                    | Imbruglia, Mark Goldenberg                 | 4:32    |
| 4.  | "Leave Me Alone"                 | Imbruglia, Andy Wright                     | 4:21    |
| 5.  | "Wishing I Was There"            | Imbruglia, Colin Campsie, Thornalley       | 3:52    |
| 6.  | "Smoke"                          | Imbruglia, Matt Bronleewe                  | 4:37    |
| 7.  | "Pigeons and Crumbs"             | Imbruglia, Goldenberg                      | 5:21    |
| 8.  | "Don't You Think ?"              | Campsie, Thornalley                        | 3:55    |
| 9.  | "Impressed"                      | Imbruglia, Rick Palombi, Nick Trevisik     | 4:47    |
| 10. | "Intuition"                      | Imbruglia, Munday, Thronalley              | 3:22    |
| 11. | "City"                           | Imbruglia, Thornalley                      | 4:33    |
| 12. | "Left of the Middle"Ukryty utwór | Imbruglia, Steve Booker                    | 3:46    |

## Historia wydań
| Kraj            | Data wydania      |
| --------------- | ----------------- |
| Wielka Brytania | 24 listopada 1997 |
| USA             | 10 marca 1998     |

## Notowania i sprzedaż
W sumie, do stycznia 2010, zostało sprzedanych ponad 6 milionów kopii Left of the Middle. Album jest jednym z najlepiej sprzedających się albumów nagranych przez australijskie piosenkarki.
| Notowanie (1998)                        | Najwyższa pozycja | Certyfikacja      | Sprzedaż   |
| --------------------------------------- | ----------------- | ----------------- | ---------- |
| Australijskie notowanie ARIA            | 1                 | 5-krotna platyna  | 350 000+   |
| Austriackie Notowanie Albumów           | 11                |                   |            |
| Belgijskie (Flandria) Notowanie Albumów | 2                 | Platyna           | 50 000+    |
| Belgijskie (Walonia) Notowanie Albumów  | 11                | Platyna           | 50 000+    |
| Kanadyjskie Notowanie Albumów           | 9                 | 3-krotna; platyna | 300 000+   |
| Duńskie Notowanie Albumów               | 2                 | Złoto             | 25 000+    |
| Fińskie Notowanie Albumów               | 8                 |                   |            |
| Francuskie Notowanie Albumów            | 14                | Gold              | 230 300    |
| Niemieckie Notowanie Albumów            | 4                 |                   |            |
| Węgierskie Notowanie Albumów            | 15                |                   |            |
| Irlandzkie Notowanie Albumów            | 53                |                   |            |
| Meksykańskie Notowanie Albumów          |                   | Złoto             | 100 000+   |
| Nowozelandzkie Notowanie Albumów        | 10                |                   |            |
| Norweskie Notowanie Albumów             | 39                |                   |            |
| Szwedzkie Notowanie Albumów             | 2                 | Złoto             | 20 000+    |
| Szwajcarskie Notowanie Albumów          | 3                 | Platyna           | 50 000+    |
| Wielka Brytania Notowanie Albumów       | 5                 | 3-krotna platyna  | 1 143 800  |
| Billboard 200                           | 10                | 2-krotna platyna  | 2 000 000+ |